# Elecciones provinciales de Catamarca de 1936
Las elecciones provinciales de Catamarca de 1936 tuvieron lugar el domingo 1 de marzo del mencionado año, con el objetivo de restaurar las instituciones democráticas consitucionales y autónomas de la provincia luego de la intervención federal realizada por el gobierno del presidente Agustín Pedro Justo contra la gobernación de Rodolfo Acuña, perteneciente al Partido Demócrata Nacional (PDN) mediante una ley del Congreso redactada e impulsada por el diputado radical antipersonalista Luis Alberto Ahumada. Se realizaron al mismo tiempo que las elecciones legislativas a nivel nacional, pero Catamarca no renovó legisladores nacionales en dicha instancia por haber sido estos ya elegidos en 1934.
Fueron los sextos comicios provinciales catamarqueños desde la instauración del sufragio secreto en la Argentina. Sin embargo, tuvieron lugar en el marco de la llamada Década Infame (1930-1943), ciclo histórico iniciado con el golpe de Estado de 1930 y durante el cual el gobierno de la coalición conservadora conocida como Concordancia se mantenía en el poder por medio del fraude electoral (denominado fraude patriótico), por lo que las elecciones realizadas en este período no fueron libres y justas.
De cara a los comicios, la alianza oficialista postuló a Juan Gregorio Cerezo como su candidato a gobernador. La oposición encarnada por la Unión Cívica Radical (UCR), partido gobernante antes del golpe, así como el Partido Demócrata Progresista (PDP) y el Partido Socialista (PS), fuerzas que habían obtenido el segundo puesto ante la abstención radical en las elecciones de 1931, buscaron una organización que les permitiera disputar el poder. El PDP y el PS reeditaron la Alianza Civil, coalición con la que habían competido en 1931, mientras que la UCR finalmente declaró la abstención a finales de febrero, alegando que no estaban dadas las condiciones para que se celebrara una elección libre. Aunque amagó con hacer lo mismo, la Alianza en última instancia no se abstuvo y la mayor parte de la militancia radical apoyó a la coalición, lo que condujo a que se fusionaran en un único partido opositor después de los comicios.
Finalmente, en medio de denuncias de irregularidades graves, desplazamiento de ciudadanos y padrones adulterados, Cerezo obtuvo un triunfo holgado con el 61,09% de los votos y 25 de los 33 votos en el Colegio Electoral. La Alianza logró 7 electores y el radicalsimo disidentes (que representó a la Alianza en algunos departamentos) obtuvo el elector restante. La Concordancia también conservó su mayoría parlamentaria, pero resultó derrotado por la Alianza en la capital provincial, San Fernando del Valle de Catamarca, y otras urbes importantes de la provincia.

## Cargos a elegir
| Departamentos | Electores |
| ------------- | --------- |
| Ambato        | 1         |
| Ancasti       | 1         |
| Andalgalá     | 3         |
| Belén         | 3         |
| Capayán       | 1         |
| Capital       | 3         |
| El Alto       | 2         |
| Piedra Blanca | 2         |
| La Paz        | 2         |
| Paclín        | 2         |
| Pomán         | 2         |
| Santa María   | 2         |
| Santa Rosa    | 3         |
| Tinogasta     | 3         |
| Valle Viejo   | 3         |
| Total         | 33        |

## Resultados

### Nivel general
|  | 58.43 % |

|  | 2.66 % |

|  | 61.09 % |

|  | 34.29 % |

|  | 4.62 % |

|  | 38.91 % |

|  | 97.05 % |

|  | 2.77 % |

|  | 0.18 % |

|  | 100.00 % |

### Por departamento
| Provincia     | Cerezo/Aybar (Concordancia) | Cerezo/Aybar (Concordancia) | Cerezo/Aybar (Concordancia) | (Alianza-UCR) | (Alianza-UCR) | (Alianza-UCR) | Blancos/Nulos |
| Provincia     | Votos                       | %                           | E.                          | Votos         | %             | E.            | Blancos/Nulos |
| ------------- | --------------------------- | --------------------------- | --------------------------- | ------------- | ------------- | ------------- | ------------- |
| Ambato        | 352                         | 51,16%                      | 1                           | 336           | 48,84%        | —             | 29            |
| Ancasti       | 264                         | 37,24%                      | —                           | 445           | 62,76%        | 1             | 38            |
| Andalgalá     | 1.143                       | 98,88%                      | 3                           | 13            | 1,12%         | —             | 15            |
| Belén         | 1.148                       | 57,78%                      | 3                           | 839           | 42,22%        | —             | 79            |
| Capayán       | 782                         | 57,93%                      | 1                           | 568           | 42,07%        | —             | 0             |
| Capital       | 1.389                       | 44,73%                      | —                           | 1.716         | 55,27%        | 3             | 217           |
| El Alto       | 894                         | 100,00%                     | 2                           | 0             | 0,00%         | —             | 92            |
| Piedra Blanca | 390                         | 49,70%                      | —                           | 401           | 50,30%        | 2             | 0             |
| La Paz        | 1.837                       | 84,23%                      | 2                           | 344           | 15,77%        | —             | 0             |
| Paclín        | 563                         | 67,43%                      | 2                           | 272           | 32,57%        | —             | 17            |
| Pomán         | 952                         | 89,98%                      | 2                           | 106           | 10,02%        | —             | 40            |
| Santa María   | 544                         | 31,83%                      | —                           | 1.165         | 68,17%        | 2             | 0             |
| Santa Rosa    | 669                         | 62,12%                      | 3                           | 408           | 37,88%        | —             | 30            |
| Tinogasta     | 1.305                       | 55,41%                      | 3                           | 1.050         | 44,59%        | —             | 86            |
| Valle Viejo   | 684                         | 54,10%                      | 3                           | 562           | 45,10%        | —             | 0             |
| Total         | 12.916                      | 61,09%                      | 25                          | 8.225         | 38,91%        | 8             | 643           |